# Danilo Kalafatović
Danilo Kalafatović (en serbio cirílico Данило Калафатовић; Konarevo, 1875 - Moosburg, 1946) fue un destacado militar de Serbia y Yugoslavia. Tras la invasión de Yugoslavia por las potencias del Eje durante la Segunda Guerra Mundial, se convirtió en Jefe de Estado Mayor del Real Ejército Yugoslavo y, como tal, firmó la capitulación del país el 17 de abril de 1941.

## Biografía
Danilo Kalafatović nació en la aldea de Konarevo, junto a la ciudad de Kraljevo, en el Principado de Serbia, el 27 de octubre de 1875. Asistió a la Escuela Superior de la Academia Militar de Belgrado. De 1900 a 1902 completó su formación en la Escuela de Artillería Aplicada (École d'application de l'artillerie) de Fontainebleau, en Francia. En 1903, recibió el grado de capitán del ejército del Reino de Serbia, recibiendo el mando de la 3.ª batería del Regimiento de Artillería del Danubio. En 1909, se casó con Milica. Tuvieron un hijo, Ratko Kalafatović, que también fue militar alcanzando el grado de teniente. Ese mismo año, fue nombrado Jefe de Estado Mayor del Distrito Militar del Timok.
Entre 1909 y 1913 fue agregado militar en Bulgaria y Rumanía, y durante las Guerras de los Balcanes (1912-1913) comandante de un regimiento de infantería. Poco antes del estallido de la Primera Guerra Mundial recibió el mando de la Segunda División del Morava. Durante el período de entreguerras, fue jefe de inteligencia del Comando Supremo del ejército del Reino de los Serbios, Croatas y Eslovenos, y asistió como experto militar a las negociaciones de los tratados de París y Rapallo, en 1920.
Tras el golpe de Estado en Yugoslavia de 1941, Hitler bombardeó Belgrado el 6 de abril, y las potencias del Eje comenzaron la invasión de Yugoslavia. El gobierno del rey Pedro II y el general Dušan Simović nombró Jefe de Estado Mayor del Real Ejército Yugoslavo a Kalafatović y partió al exilio. Tras dos semanas de resistencia, el ataque conjunto del Eje aniquiló las defensas del país, y Kalafatović se vio obligado a firmar la rendición incondicional de su gobierno en Bosnia el 17 de abril de 1941.
Fue internado en un campo de prisioneros hasta el final de la guerra. Falleció en 1946 en Moosburg (Baviera). 
Hablaba siete idiomas. Su archivo diario manuscrito, recopilado entre 1909 y 1930, está considerado de un gran valor documental.

## Condecoraciones
- Estrella de la Orden de Karađorđe (3.ª Clase).
- Estrella de la Orden de Karađorđe (4.ª Clase).